# 朝鮮民主主義人民共和国官邸
朝鮮民主主義人民共和国官邸（ちょうせんみんしゅしゅぎじんみんきょうわこくかんてい）は、朝鮮民主主義人民共和国の最高指導者が公務や生活をするための豪邸。
金正日のボディガードだった李英国によれば北朝鮮の領内には10あまりの指導者のための官邸がある。多くの官邸が"North Korea Uncovered"（「北朝鮮発見プロジェクト」）の衛星画像によって特定された。とりわけ、55号官邸（龍城官邸）は現在の最高指導者である金正恩の本宅といわれる中心的な邸宅である。すべての「官邸」は北朝鮮当局の機密対象とされており、流出する写真はほんのわずかである。

## 官邸所在地
| 名称       | 別名     | 位置                   | 中心市街地からの距離 | 座標                      |
| 龍城官邸   | 55号官邸 | 平壌市龍城区域         | 北東12 km (7.5 mi)   | 39.116377 N, 125.805817 E |
| 江東官邸   | 32号官邸 | 平壌市江東郡           | 北東30 km (19 mi)    | 39.201381 N, 126.020683 E |
| 新義州官邸 |          | 平安北道新義州市       | 東8.5 km (5.3 mi)    | 40.081519 N, 124.499307 E |
| 力浦官邸   |          | 平壌市力浦区域         | 南東19 km (12 mi)    | 38.911222 N, 125.922911 E |
| 三石官邸   |          | 平壌市三石区域         | 北東21 km (13 mi)    | 39.102224 N, 125.973830 E |
| 平城官邸   |          | 平安南道平城市         | 北西11 km (6.8 mi)   | 39.338774 N, 125.804062 E |
| 元山官邸   |          | 江原道元山市           | 北東5 km (3.1 mi)    | 39.188647 N, 127.477718 E |
| 長水院官邸 |          | 平壌市三石区域長水院洞 | 北東15 km (9.3 mi)   | 39.116069 N, 125.877501 E |
| 南浦官邸   |          | 平安南道南浦市         | 北西9 km (5.6 mi)    | 38.777724 N, 125.321217 E |
| 白頭山官邸 |          | 両江道三池淵市         | 北西7 km (4.3 mi)    | 41.857656 N, 128.274726 E |
| 香山官邸   |          | 平安北道香山郡         | 南東15 km (9.3 mi)   | 39.971916 N, 126.321648 E |
| 安州官邸   |          | 平安南道安州市         | 東13 km (8.1 mi)     | 39.635202 N, 125.810313 E |
| 昌城官邸   |          | 平安北道昌城郡         | 西9 km (5.6 mi)      | 40.440384 N, 125.118192 E |
| 楽園官邸   | 72号官邸 | 咸鏡南道楽園郡         | 南5 km (3.1 mi)      | 39.857744 N, 127.780674 E |
| 信川官邸   |          | 黄海南道信川郡         | 東3.5 km (2.2 mi)    | 38.350849 N, 125.529679 E |

上記のほか、平壌市西城区域長慶洞に長慶官邸（26号官邸）、龍城官邸北側に22号官邸、信川官邸の南方に丹清官邸、江原道に永興官邸、平壌市内に大同江官邸、チンダレ官邸などが確認されている。